# Estadio José Francisco Bermúdez
El Estadio José Francisco Bermúdez o bien Estadio de Béisbol José Francisco Bermúdez y También llamado alternativamente "Estadio Olímpico de Carúpano" es el nombre que recibe una instalación deportiva localizada entre la Avenida Universitaria, calle Miramonte y la Calle principal 1 de Mayo de la ciudad de Carúpano, en el Municipio Bermúdez del Estado Sucre al noreste del país sudamericano de Venezuela.
Su historia se remonta a 1955 cuando inició su construcción bajo el gobierno de General Marcos Pérez Jiménez, siendo inaugurado oficialmente el 29 de enero de 1956 con un encuentro entre Leones del Caracas y Navegantes del Magallanes. Debe su nombre al militar y político venezolano héroe de la época de la guerra de Independencia General José Francisco Bermúdez. Esta vinculado a una estructura anexa llamada "Gimnasio “Chelo Cabrera”.
Ha sido usado regularmente por el equipo Guerreros de Sucre de la Liga Nacional Bolivariana de Béisbol (LNBB).